# 電気インピーダンス・トモグラフィ
電気インピーダンス･トモグラフィ(EIT)とは電気インピーダンスを利用して内部構造を可視化するトモグラフィである。

## 概要
各組織で電気伝導度が異なる事を利用して構造体内部を可視化する。対象の表面に電極をとりつけ、一つの電極から50kHzから80kHzの交流の微弱電流(5mA)を流し、それを他の電極で受信して電圧を測定する事を順次繰り返す。
関数型トモグラフィである EIT は，二次元断面中の媒質パラメータを一元的周辺電圧から 求めるため式の数(一次元的周辺電圧)よりも 未知数の数(二次元断面中の導電率)が多いシステムとなるため近似解であれ一意的な解が得られない。
既存の電気インピーダンス･トモグラフィでは毎秒25回の周期で撮像が可能で16個の電極で1024画素の画像を形成できる。構造上、解像度がX線CTやMRIと比較して低い。装置が小型軽量化できるため、装着した状態で移動する事も可能。
内臓脂肪面積の測定等に使用される。

## 再構成アルゴリズム

### 等電位逆投影法
等電位逆投影法(backprojection)は均一な導電率を有すると仮定して計測対象の表面に等間隔で装着された電極を使用して電流を印加する

### 繰返し法
生体内の形状や導電率分布は非常に複雑なので電位分布は抵抗率分布の複雑な関数で解析的に求めることは不可能なので生体を微小画素かボクセルに分割しポアソン方程式を差分法や有限要素法などで解き、電位分布を算出する。
繰返し等電位逆投影法
等電位逆投影法により求められた抵抗率分布での等電位線を再度計算して等電位逆投影法と同じ操作を行い新しい抵抗率分布を算出する作業を繰り返す。
最適電流法(adaptivecurrentmethod)
生体内の抵抗率変化による体表上での電位変化が最大(信号雑音比が最大)になるように各電極に同時に最適電流を印加して最適印加電流分布を算出してニュートン・ラプソン法により抵抗率変化を算出して抵抗率分布を修正して再び最適印加電流分布の算出を繰り返す。
Doubleconstrain法
生体と同型で適当な導電率を有するコンピュータモデルを作成してモデル内の電流分布を二つの境界条件の下にポアソン方程式を有限要素法、或いは差分法で算出する。

## 特徴
- 装置が比較的小型なので装着できる
- X線CTやMRIと比較して廉価

## 課題
- 安定した10万回以上の測定が困難
- 血液循環、呼吸、体位の変化等による幾何学的変化による測定誤差が大きい
- 電極インピーダンスによる測定誤差
- 分解能が低い

## 文献
- Cheney, Margaret, David Isaacson, and Jonathan C. Newell. "Electrical impedance tomography." SIAM review 41.1 (1999): 85-101.
- 竹前忠, 東好宏, 小杉幸夫、「磁気併用四電極法による電気インピーダンス・トモグラフィ」 医用電子と生体工学 2000年 38巻 3号 p.246-250, doi:10.11239/jsmbe1963.38.246
- Borcea, Liliana. "Electrical impedance tomography." Inverse problems 18.6 (2002): R99.
- Tian, Haiyan, Wei He, and Yoshifuru Saito. "A Study of Reconstruction Algorithm for Electrical Impedance Tomography." The 2nd Japan, Australia and New Zealand Joint Seminar. 2002.
- 音川英一,早野誠治,齋藤兆古 ほか、「電気インピーダンス法による導電率分布可視化とその実験的検証.」 可視化情報学会誌 2004年 24巻 Supplement1号 p.255-258, doi:10.3154/jvs.24.Supplement1_255
- 宮川直樹,竹前忠,小杉幸夫 ほか、「磁気併用電気インピーダンスCTの画像化について」 自動制御連合講演会講演論文集 第48 回自動制御連合講演会. 自動制御連合講演会, 2005. セッションID:I1-31, doi:10.11511/jacc.48.0.223.0
- Costa, Eduardo LV, R. Gonzalez Lima, and Marcelo BP Amato. "Electrical impedance tomography." Intensive Care Medicine. Springer New York, 2009. 394-404.
- 山口亨, et al. 「電気インピーダンストモグラフィを応用した実用的な腹部脂肪測定機」 電子情報通信学会技術研究報告. MBE, ME とバイオサイバネティックス 111.84 (2011): 29-34., NAID 110008746430
- 竹前忠, 東好宏, 小杉幸夫「磁気併用四電極法による電気インピーダンス・トモグラフィ」『医用電子と生体工学』第38巻第3号、日本生体医工学会、2000年、246-250頁、doi:10.11239/jsmbe1963.38.246、ISSN 0021-3292、NAID 130004327081。
- 根武谷吾,平賀琢也,氏平政伸、「電気インピーダンストモグラフィ (EIT) を用いた細胞凍結過程の可視化に関する基礎的検討.」 計測自動制御学会論文集 2014年 50巻 8号 p.580-587, doi:10.9746/sicetr.50.580
- 一二三奏, 根武谷吾, 熊谷寛. 「ウェアラブル電気インピーダンストモグラフィに有用な胸郭形状推定法.」 医療機器学 2016年 86巻 5号 p.450-458, doi:10.4286/jjmi.86.450
- 伊藤直史. 「電気インピーダンストモグラフィの原理と応用」 計測と制御 2017年 56巻 11号 p.827-832, doi:10.11499/sicejl.56.827